# Ateles hybridus
L'atele bruno od atele variegato (Ateles hybridus I Géoffroy) è un primate platirrino della famiglia degli Atelidi.
Veniva un tempo considerato una sottospecie di Ateles belzebuth (A. belzebuth hybridus).

## Distribuzione e habitat
Vive nella fascia di confine fra Colombia e Venezuela. Predilige la foresta pluviale, ma si adatta bene anche ad altri ambienti a regime più secco, a condizione che siano ben alberati.

## Descrizione
Misura fino ad oltre un metro e mezzo di lunghezza, di cui più della metà va ascritta alla lunga coda prensile, per un peso che sfiora i 10 kg.

Il pelo è lungo e setoloso, di colore grigio-brunastro su dorso, braccia e primo terzo della coda: la testa, le spalle, la coda e gli avambracci sono invece bruno-scuro, mentre il petto ed il ventre sono bianchi. Bianco è anche un triangolo dal vertice rivolto verso l'alto che si trova sulla fronte degli animali.

## Biologia
Si tratta di animali diurni e sociali, che vivono nella parte più alta della foresta: si riuniscono in gruppetti di circa cinque individui nell'ambito di un unico gruppo che ne conta anche più di 20 ed è guidato da una femmina dominante. Ogni gruppo occupa un proprio territorio, che varia di dimensioni a seconda della tipologia di ambiente e della disponibilità di cibo.

Le femmine hanno un ciclo riproduttivo estremamente lento (una cucciolata ogni 3-4 anni) a causa della lentezza con cui i cuccioli raggiungono l'età adulta.